# 财落街道
财落街道，是中华人民共和国辽宁省沈阳市沈北新区下辖的一个乡镇级行政单位。

## 行政区划
财落街道下辖以下地区：
马古社区、财落一社区、财落二社区、姚家社区、全胜社区、三家子社区、大辛一社区、大辛二社区、大辛三社区、木舒社区、郎家寺社区、郎士屯社区、得胜台社区和营盘社区。